# 三國志V
『三國志V』（さんごくし・ファイブ）は、1995年にコーエー（現・コーエーテクモゲームス）から発売された歴史シミュレーションゲーム。「三國志シリーズ」の第5作である。音楽は服部隆之が担当。
パソコン版が発売された後、さまざまな家庭用ゲーム機に移植された。また、「コーエー定番シリーズ」などの廉価版シリーズも発売されている。なお、Windows版はパワーアップキット含めXP及び2000での動作保証は公式にはされていない。『VI』とのセットであるバリューパックも発売されている。
なお、2010年2月18日に発売されたニンテンドーDS用ソフト『三國志DS3』および2013年9月19日に発売のニンテンドー3DS用ソフト『三國志』も本作がベースとなっている。

## 概要
中国の三国時代の群雄の一人となり、古代中国の主要都市の完全制覇を目指すという基本的な枠組は前作までと同様だが、シリーズとしては初めて黄巾の乱の年代のシナリオ及び武将が本格的に登場した。本作の最大の特徴は、名声によるコマンド実行回数制と、戦争における陣形の導入である。特に軍師の存在がこれまで以上にクローズアップされている。

## 名声
君主の内外からの評判を指す。
名声が高くなる事により、国の運営において以下のように様々なメリットが得られる。
- コマンド実行回数は名声の数値を基準としており、3-9(コンシューマ版は3-10)回の命令が1ターンに実行可能となる。つまり、名声を高める事で実行できるコマンド回数が増え、より多くの戦略を進める事が出来る。
- 計略の成功率、募兵で集まる人数、人材登用や外交の成功率が高くなる。

名声は以下のような行為で上昇する。
- 評定を年初に開き、そこで決めた「目標」を達成する。
- 戦争による領土増加。
- 「巡察」で民衆からの援助を受諾する。
- 後漢献帝からの密勅を受諾する。

逆に、名声が低下する行為としては以下のものがある。
- 略奪。
- 目標の達成失敗。
- 密勅の拒否。
- 戦争による領土減少。
- 徴兵を行う。
- 捕虜武将の斬首。

特に領土を失った敵君主を捕虜にした場合は登用か斬首しか選択肢がないために名声が下がる可能性が高い。残り領土が１つの君主を攻める場合にはデータをセーブし登用できるまでロードして戦争を繰り返す必要がある。

## 担当官
各都市にいる武将に個別に割り振られる。内政・外交・人事・計略・軍事・特殊（パソコン版のみ）の6つ。訓練や募兵といった行為は担当官にしかできないが戦争への参加は誰でも可能。
1・4・7・10月に変更が可能（パソコン版は、特殊担当官以外は1月のみ変更が可能。特殊担当官はいつでも他の担当官へ変更が可能）。

## 命令体系
一部のコマンドは従来のそれとは大きく異なる。委任システムが存在しないのも特徴の一つである。
- 内政に関しては1回の命令で全都市の担当官が全て実行する。
- 移動は移動先を先に決め、そこに移動する武将を全都市から選ぶ。

## 武将パラメータ
武力
部隊攻撃力。募兵・徴兵時の兵士の訓練度・士気。訓練の効果。内政時の城防御の上がり具合に影響。
知力
計略や特殊能力。内政時の治水の上がり具合に影響。
政治力
外交や一部の計略。内政時の開発の上がり具合に影響。
魅力
登用、外交。内政時の商業の上がり具合に影響。
経験値
各種コマンドを実行すると上昇。特殊能力の取得に影響。
勇名
戦場にて勲功をあげると上昇。クリティカルヒットの発生率。兵士数上限や埋伏の成否に影響。
気力
どの武将も最大100。各命令を実行すると減少し一定値を割ると命令が出せなくなる。ターン終了後にある程度回復するほか、「宴会」を行うことでも回復する。
体力（戦争時のみ）
どの武将も最大100。戦時において各種の特殊能力を実行すると減っていく。また一騎討ちにも影響。戦争終了で最大値に回復。

## 将軍位
各勢力の君主と、軍師の条件（知力90以上かつ政治80以上、アイテムによる上昇値は不可）を満たす武将は2万、一般と表記される他の（君主・軍師ではない）武将は8000の兵士を率いることができる。一般武将はパラメータ「勇名」に応じた将軍位に就くことで、率いる兵士数を増やすことが可能。たとえば勇名１万（最大値）で就ける大将軍では君主級の２万の兵を率いることができるようになるが、同一勢力で同じ将軍位には一人の武将しか就けることができない。

## 特殊能力
特殊能力は武将の個別化を図るため前作より導入された。今作においては全て戦争時に効果を発揮するものである。全部で32あるが、どの武将も6個までしか取得できず、どの武将がどの能力を取得するかは決まっている。また成長タイプにより取得時期は異なる。
火計
成否は双方の知力・訓練度・地形・天候に因る。藤甲を持つ武将には100%成功する。
混乱
成功すると敵部隊は無陣となり士気が低下する。
同討
成功すると敵2部隊が相討ちをし兵士数および士気が減少する。
収拾
混乱状態にある部隊を回復させる。その効果範囲は隣接4マス。
仙術
戦場にいる全部隊の負傷兵が回復し士気も上昇する。また命令済みの部隊に再命令を下せたり混乱が回復することもある。
鼓舞
自部隊の士気を30、隣接部隊の士気を15回復させる。混乱から回復することもある。
治療
自部隊及び隣接部隊の負傷兵を回復させる。
雨乞
天候を雨もしくは豪雨にする。成功率は一律60%、豪雨となると戦場の火は全て鎮火する。
天変
天候を自分の任意のものに変える。成功率は90%。
消火
自部隊及び隣接する8マスの火を消す。
落石
城もしくは関の部隊が隣接する敵部隊に対し石を落とし損害を与える。
占卜（せんぼく）
天候の変更・敵部隊の退却・自軍の士気の上下・自軍武将の寿命の増減・敵全軍の着火・水上の敵部隊への損害・敵武将の負傷・自軍武将能力値上昇・自軍武将の体力回復・落雷・全城の着火のいずれかがおきる。
伏兵
自部隊から4マス以内の森に存在する敵一部隊に対し伏兵を実行する。効果は双方の知力差による。
幻術
自部隊から5マス以内の全敵部隊に対し幻術を実行する。兵士数・士気が低下、混乱状態となる。
妖術
自部隊から4マス以内の全敵部隊に対し妖術を実行する。兵士数・訓練度・士気が低下する。
水計
自部隊から4マス以内の水上に存在する全敵部隊に対し水計を実行する。兵士数が減少する。水陣に対してはその効果が半減する。また水神を持つ武将には何の効果も無い。
土砂
自部隊から4マス以内の山岳に存在する全敵部隊に対し土砂を実行する。兵士数が減少する。山岳型の陣形に対してはその効果は半減する。
激励
自部隊を含めた全自軍部隊の士気を30上昇させる。混乱から回復することもある。
藤甲
弓攻撃を無効化、物理攻撃の損害を3分の2程度に抑える。また水上の機動力を若干上昇させる。しかし敵の火計に必ず掛かり、火矢による着火率も100%となる。いずれの場合も損害は2倍になるという大きな弱点を持つ。
無双
包囲効果と一斉攻撃を無効化する。
沈着
敵からの混乱・同討・幻術・妖術・伏兵の成功率を抑える。
水神
雨・豪雨時の防御力を50%上昇させる。また敵からの水計を無効化する。
反計
敵から火計・混乱・同討を仕掛けられた場合、50%の確率で仕掛け返す。ただし相手が沈着を保持していると反計は無効化される。
応射
弓攻撃を受けた場合、自動的に弓攻撃で反撃する。
強行
他都市から援軍として参戦する際、5日早く戦場に到着できる。
陣立
パソコン版とコンシューマ版では若干の相違点がある。また君主と軍師は無条件で陣立を実行できる。
パソコン版
通常、部隊の陣形は変更できないが、これを保持する部隊がいると任意の部隊の陣形を変更することができる。
コンシューマ版
部隊の陣形を変更するとそのターンは命令終了となるが、これを保持していると陣形を変えたあとも命令を実行できる。

騎射
移動を終えたあと弓攻撃が可能になる。火矢を保持していればそれも実行可能。
火矢
弓攻撃の際、火矢を放つことができる。弓矢に比べ多くの損害を与えられ、部隊に着火することもある。
乱射
複数部隊に対し矢を放つ。知力により火矢を放つこともある。ただし味方部隊にも射撃する可能性がある。
奮迅
隣接する全敵部隊に対し物理攻撃を行う。追加効果として士気が5上昇する。
遠矢
陣形によって決まっている弓の射程を1伸ばすことができる。
速攻
陣形によって決まっている機動力に10が加算され移動ができる。

## 陣形
- 全武将2〜4個程度の陣形を取得している（関彝だけは陣形を一つも持たないが、パワーアップキットでは修正されている）。
- 特殊武将は全陣形を最初から取得。
- 陣形には方向の概念があり、原則として側面攻撃は30%・後方攻撃は50%被害が増加する。
- 計略等により無陣となることがある。また湿地に水陣以外で進入すると無陣となることがある。
- 開戦の際、各武将は予め陣形を決めておき出陣する。戦争中に陣形を変更するのは制約があるため、戦場の地形や他武将とのバランスを考慮する必要がでてくる。
- 陣形は修行や親から子への遺言で新たに取得することがある。また、自分の取得していない陣形を取る部隊を全滅させることでも取得することがある。
- 陣形のうち6種類は、兵器開発で強化できる。ただし、開発にはどこかの君主と協力する必要があり、自分だけ一方的に強化はできない。完成前にどちらかが滅亡すれば、開発費用は無駄になる。DS版・3DS版ではオリジナルで兵器開発が無かった6陣形にも兵器が存在し、「巡察」から派生するイベントで兵器を獲得する事が可能。

錐行（すいこう） 平地型
平地では最高の機動力を誇る。弓攻撃は不得手。兵器「強化騎兵」を開発すると、攻撃力と防御力が上がる。
鉤行（こうこう）　山岳型
兵士の死亡率が低い。弓防御が高い。兵器「連弩」の開発で、弓攻撃力と射程が上昇する。
箕形（きけい）　平地型
兵士の死亡率が低い。弓の攻防に優れる。
魚鱗（ぎょりん）　平地型
突撃を実行できる。機動力にも優れ平地では最高の攻撃力を誇るため短期決戦向きだが守備力は最低。他の陣形に比べ高武力の武将の所持率が低い。
偃月（えんげつ）　平地型
クリティカルヒットが出やすい。直接攻撃に優れる。
鶴翼（かくよく）　平地型
一斉攻撃を実行できる。弓攻撃に優れる。
鋒矢　（ほうし）　山岳型
魚鱗の山岳版。特色は同じ。兵器「戦車」の開発で、防御力が上がる。
衡軛　（こうやく）　山岳型
部隊の左右からの攻撃に強い。弓の攻防と守備に優れる。
長蛇　（ちょうだ）　山岳型
錐行の山岳版。特色は同じ。兵器「筒袖鎧」の開発で、通常及び弓攻撃の防御力が上がる。
方円　（ほうえん）　平地型
全陣形中最高の防御力を持ち、いかなる方向から攻撃を受けても被害が増加しない。攻撃には全く向かない。兵器「発石車」の開発で、弓攻撃力が上昇する。
雁行　（がんこう）　平地型
弓を使った攻撃に秀でる。弓防御も高い。物理攻撃には全く向かない。
水陣　（すいじん）　水上型
水上では無類の強さを誇る。また湿地に足をとられることが無い。兵器「楼船」の開発で、攻撃・防御・弓防御力が上昇する。
無陣　（むじん）
全く動けない陣形。陣形を持たない武将はこの陣を敷くほか無い。また計略により散陣するとこの陣形となる。
3DS版では新たにこれらの陣形が追加された。
密集　（みっしゅう）　平地型
攻撃力が非常に高く、「連攻」で連続して通常攻撃を掛ける事が可能。ただし「火計」「火矢」で火を掛けられるとダメージが増加するという欠点を持つ。
八卦　（はっけ）　平地型
攻撃力・防御力ともに平均的だが反撃時のクリティカル発生率が高く、また「突撃」を唯一無効化できる陣形。
生者　（せいじゃ）　平地型
攻撃力は低いが、毎ターン負傷兵を回復させるという効果を持つ。城・関での回復効果とも重複する。
楼船　（ろうせん）　水上型
「水陣」が分化したもの。移動力は低めだが攻撃力・防御力は高め。
走舸　（そうか）　水上型
「水陣」が分化したもの。攻撃力・防御力は低めだが移動力は高め。また水上では「一斉」を実行できる。

## 特殊武将
以下の8人を特殊武将として配下にすることができる。
- 于吉
- 華佗
- 管輅
- 許子将
- 左慈
- 紫虚上人
- 司馬徽
- 南華老仙

DS版、3DS版では以下3人も特殊武将として配下にできる。
- 黄承彦
- 北斗
- 南斗

特色は下記のとおり。
- 最初から全陣形を所有している。
- 最初から特殊能力を6個所有している。
- 非常に高い知力と魅力をもつが反面武力は極めて低い。
- 年齢データが見えない（データ上では存在するようで、非常に長寿だが寿命による死もある）。
- どのシナリオにおいても「勇名」は0である。
- 作敵や敵国からの登用には絶対応じない。
- 「修行」に出すことはできない。
- アイテムを保持している者もいるが「没収」はできない(戦争で捕らえ、奪うことは可)。
- 君主として登場しない限り、2年程度で下野する。

## シナリオ
通常版シナリオ
1. 黄巾の乱 184年1月
2. 洛陽炎上 189年12月
3. 曹操の台頭 196年9月
4. 河北の嵐 201年10月
5. 臥龍出淵 208年11月
6. 三国鼎立 219年7月
7. 星落五丈原 234年9月

パワーアップキット版追加シナリオ
1. 放浪の賢聖 184年5月
2. 黄巾と南漢 187年8月
3. 官渡の戦い 200年1月
4. 劉備入蜀 213年5月

## サウンド
- 三國志Ｖ KECH-1095

1. 光芒の竜
2. 芳春
3. 冬の群星
4. 雷龍撃砕
5. 華龍進軍
6. 銀の舞
7. 故山の夏
8. 鳳蘭
9. 海龍到来
10. 桃天の地
11. 竜戦
12. 鬼道の将
13. 落日
14. 勝利
15. 敗退
16. 評定
17. 閃火
18. 狼将
19. 妖雲
20. 翠華の宴